# شبکه جهان‌کوچک

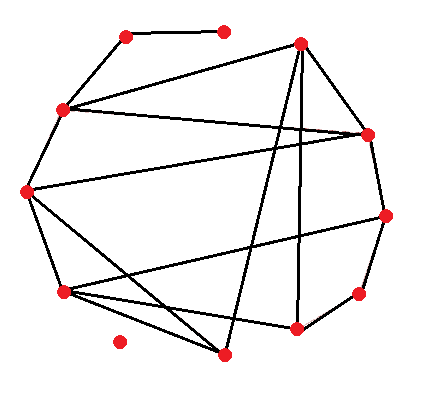
گراف تصادفی
میانگین درجه = 2.833
میانگین طول کوتاه‌ترین مسیر بین دو راس = 2.109. ضریب خوشگی = ۰٫۱۶۷

شبکه جهان‌کوچک نوعی گراف است که در آن گره‌های زیادی با هم همسایه نیستند اما همسایگان هر کدام از گره‌ها با احتمال زیادی به هم متصل هستند و در نتیجه با تعداد گام کمی می‌توان از هر گره به گره دیگر رسید. شبکه‌ای را شبکه جهان‌کوچک می‌گوییم که فاصله معمول بین دو راس تصادفی از آن (L) ضریبی از لگاریتم تعداد کل گره‌ها در شبکه (N) باشد.
{\displaystyle L\propto \log N}
این در حالی است که ضریب خوشگی در این شبکه‌ها کوچک نیست به این معنی که گره‌ها تمایل به ایجاد خوشه دارند. در علم شبکه‌های اجتماعی این ویژگی‌ها نشان دهنده پدیده جهان‌کوچک هستند که در آن غریبه‌ها با زنجیره کوتاهی از آشنایان به یک‌دیگر متصل می‌شوند. بسیاری از گراف‌های تجربی اثر جهان‌کوچک را در خود نشان داده‌اند، برای مثال، شبکه‌های اجتماعی، اینترنت، ویکی‌پدیا و شبکه‌های ژنی.

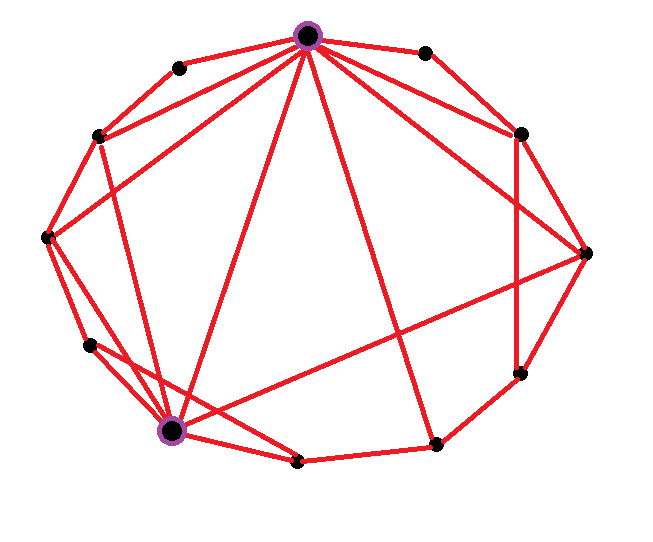
نمونه‌ای از شبکه جهان‌کوچک.
درجه قطب‌ها بیشتر از سایر گره‌هاست. میانگین درجه= 3.833
میانگین طول کوتاه‌ترین مسیر بین دو راس = 1.803. ضریب خوشگی = ۰٫۵۲۲

نوع خاصی از شبکه‌های جهان‌کوچک گراف‌های تصادفی  هستند. که در سال ۱۹۹۸ توسط دانکن وات و استیون استروگاتز شناسایی شدند. آن‌ها در مقاله خود عنوان کردند  که گراف‌ها را می‌توان بر  اساس دو ویژگی ساختاری طبقه‌بندی کرد،  ضریب خوشگی و متوسط فاصله گره تا گره(میانگین طول کوتاه‌ترین مسیر). در گراف‌های کاملاً تصادفی مثل مدل اردوش-رنیی میانگین طول کوتاه‌ترین مسیر کم است (این طول متغیر و معمولاً به اندازه لگاریتم تعداد گره‌ها است) و همچنین ضریب خوشگی کوچکی دارند. واتز و استروگاتز با اندازه‌گیری‌های خود نشان دادند که بسیاری از شبکه‌های دنیای واقعی میانگین طول کوتاه‌ترین مسیر کم و همچنین ضریب خوشگی بیشتری از مقدار مورد انتظار در یک گراف تصادفی دارند. یعنی در گراف‌های دنیای واقعی تمایل بیشتر برای خوشه شدن نسیت به گراف تصادفی وجود دارد. با در نظر گرفتن این موارد واتز و استروگاتز مدل جدیدی را پیشنهاد دادند که (۱) میانگین طول کوتاه‌ترین مسیر کم و(۲) ضریب خوشگی زیادی داشت.

## ویژگی‌های شبکه‌های جهان‌کوچک
شبکه‌های جهان‌کوچک تمایل دارند گروهک (زیرگراف کامل) و شبه‌گروهک داشته باشند، زیر گراف‌هایی که بیشتر گره‌ها در آن دوبه‌دو به هم وصل‌اند. این ویژگی از تعریف ضریب خوشگی بالا هم به دست می‌آید. دومین ویژگی گراف این شبکه این است که بیشتر جفت گره‌ها با حداقل یک مسیر کوتاه به هم متصل شده‌اند. این ویژگی هم از کم بودن میانگین طول کوتاه‌ترین مسیر بین دو گره به دست می‌آید. شبکه‌های جهان‌کوچک چند ویژگی دیگر را هم همراه با خود دارند. به‌طور معمول تعداد زیادی قطب (گره‌هایی با درجه و اتصال‌های زیاد) در شبکه وجود دارد. این قطب‌ها اتصال‌های مشترک برای شکل‌گیری کوتاه‌ترین مسیرها را تأمین می‌کنند. در مقیاس کوچک، در شبکه جهان‌کوچک پروازهای هواپیمایی میانگین طول مسیر کم است زیرا بسیاری از مسیرهای پرواز از شهرهایی که (قطب) هستند می‌گذرد. این ویژگی معمولاً با نسبت گره‌ها با تعداد اتصال‌های مشخص سنجیده می‌شود (توزیع درجه شبکه). شبکه‌هایی که تعداد گره قطب زیاد، گره‌های بیشتری با درجه زیاد خواهند داشت و در نتیجه توزیع درجه‌های آن‌ها در درجه‌های زیاد بالا خواهد بود که به آن شبکه با توزیع دم‌کلفت می‌گویند.
جهان‌کوچک بودن شبکه با یک ضریب، {\displaystyle \sigma }سنجیده می‌شود. این ضریب با مقایسه خوشگی و طول مسیر شبکه داده شده با یک گراف تصادفی معادل با میانگین درجه یکسان به دست می‌آید.
{\displaystyle \sigma ={\frac {\frac {C}{C_{r}}}{\frac {L}{L_{r}}}}}
که در آن مشخصه طول مسیر L و ضریب خوشگی C از شبکه مورد آزمایش محاسبه می‌شوندو Cr ضریب خوشگی و Lr مشخصه طول مسیر برای شبکه تصادفی معادل است.
در صورتی که {\displaystyle \sigma >1} شبکه، جهان‌کوچک است.
دو دانشمند به نام‌های کوهن(R. Cohen) وهاولین(Shlomo Havlin) نشان دادند که شبکه‌های مستقل از مقیاس ابر-جهان‌کوچک هستند. در این شبکه‌ها به دلیل وجود قطب‌ها کوتاه‌ترین مسیر به‌طور قابل توجهی کوچک می‌شود و مقیاس آن‌ها برابر می‌شود با:

{\displaystyle L\propto \log \log N}

نشان داده شده است که شبکه جهان‌کوچک رفتار همگامی خودبه‌خودی در حضور نویز سفید از خود نشان می‌دهد. بدین معنا که شبکه به ازای افزایش نویز، بر خلاف شبکه‌های دیگر که همگامی خود را از دست می‌دهند، همگام‌تر می‌شود .

## نمونه‌هایی از شبکه‌های جهان‌کوچک
ویژگی‌های جهان‌کوچک در بسیاری از پدیده‌های دنیای واقعی یافت می‌شود؛ مثلاً زنجیرهٔ غذایی، شبکه توزیع برق، شبکه سلول‌های عصبی مغز، شبکه رای‌دهندگان، شبکه تماس‌های تلفنی، شبکه نفوذ اجتماعی، شبکه‌های فرهنگی و شبکه‌های روابط .
شبکه تعامل پروتئین-پروتئین خواص جهان‌کوچک را دارد. همچنین شبکه‌های رونویسی که در آن گره‌ها ژنها هستند و در صورتی به هم متصل‌اند که یک ژن تأثیر ژنتیکی بالا یا پایین بر روی دیگری داشته باشد، هم ویژگی‌های جهان‌کوچک دارد.

## ساخت شبکه‌های جهان‌کوچک
مهم‌ترین سازوکار ساخت شبکه جهان‌کوچک، استفاده از مدل واتز و استروگاتز است.